# Ratcatcher
Ratcatcher è un film del 1999 diretto da Lynne Ramsay, al suo lungometraggio d'esordio.

## Distribuzione
Il film è stato presentato in anteprima nella sezione Un Certain Regard del 52º Festival di Cannes il 13 maggio 1999, venendo poi distribuito nelle sale cinematografiche britanniche a partire dal 12 novembre seguente. È stato distribuito nelle sale cinematografiche italiana dall'Istituto Luce a partire dal 16 giugno 2000.

## Riconoscimenti
- 2000 – Premi BAFTA
  - Miglior esordio britannico da regista, sceneggiatore o produttore a Lynne Ramsay
  - Candidatura al miglior film britannico
- 1999 – British Independent Film Awards
  - Premio "Douglas Hickox" a Lynne Ramsay
  - Candidatura per la miglior sceneggiatura a Lynne Ramsay
  - Candidatura per il miglior esordiente ad Alwin H. Küchler
- 1999 – Festival di Cannes
  - In concorso (Un Certain Regard)
- 1999 – Festival internazionale del cinema di Chicago
  - Miglior regista a Lynne Ramsay
- 1999 – Festival internazionale del cinema di Edimburgo
  - Miglior regista esordiente a Lynne Ramsay
- 1999 – Festival internazionale del cinema di Ghent
  - Premio "Georges Delerue" a Rachel Portman
- 2000 – Festival internazionale del cinema di Bratislava
  - Grand Prix
  - Miglior attrice a Mandy Matthews